# 미확인 수중물체
미확인 수중물체(未確認 水中物體, 영어: unidentified submerged object, USO)는 바다, 강, 호수 등의 수중에 있는 그 존재가 명확하지 않은 물체를 말한다. 미국 해군은 USO를 선박 조종, 음파 탐지기 작동 및 해양학 연구를 방해할 수 있는 고래, 상어 및 기타 바다 생물로 분류한다.

## 같이 보기
- 미확인동물학(신비동물학)
- 미확인비행체(UFO)